# Лопата

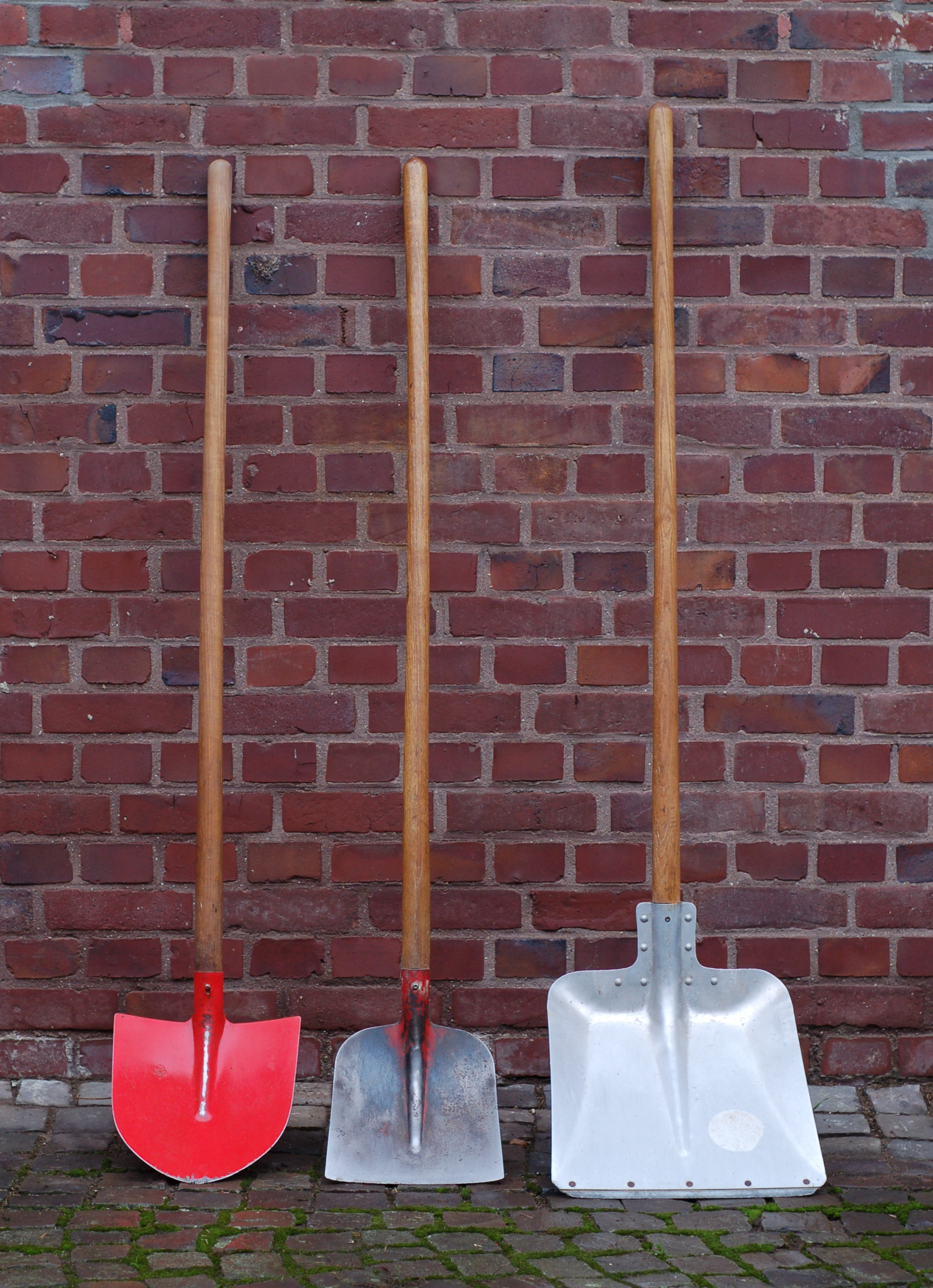
Совковые лопаты (Грабарки).

Лопа́та — ручной шанцевый инструмент, используемый преимущественно для работы (копание, расчистка, перенос и так далее) с грунтом и сыпучими веществами, представляющий собой лоток (полотно), насаженный на рукоять (черенок).
Общепринятое название всех прямых лопат — штыковые — произошло от слова «штык». В древности лоток (или, иначе, клинок, штык) лопаты изготавливался из дерева, кости (из лопатки), лосиного рога и других материалов заодно с рукоятью. Позднее лопату для земляных работ стали для прочности оковывать железом, а затем появился и цельнометаллический лоток. Второе устаревшее русское название лопаты — «за́ступ». Производное от «заступать, наступать ногой», то есть нажимая на металлический штык ногой. В различных странах (краях) России лопата имела свои названия, например на западе Гра́барка.

## Описание и устройство
Выделяют три основных вида лопат:
- садово-огородные (среди которых различают — перекопочные лопаты, выкопочные лопаты, универсальные лопаты);
- строительные (среди которых различают — остроконечные копальные лопаты, прямоугольные копальные лопаты, подборочные лопаты, подборочные гранёные лопаты, растворные лопаты);
- погрузочно-разгрузочные (среди которых различают — песочные совковые лопаты, зерновые совковые лопаты, угольные лопаты, металлургические лопаты, породные лопаты, горнорудные лопаты, снегоуборочные лопаты).

Лопата традиционно состоит из трёх частей:
- основная рабочая часть или полотно́ лопа́ты — нижняя часть инструмента, оказывающая непосредственное воздействие на перемещаемый материал (грунт, песок, гравий, снег и так далее). Верхнюю, изогнутую под прямым углом, часть лопаты именуют на́ступ. Для облегчения погружения лопаты в процессе копки твёрдой, слежавшейся почвы на наступ нажимают толчковой (ведущей) ногой.
- туле́йка — жёстко связанная с полотном часть инструмента, расположенная между полотном и черенком (связующее звено), которая используется для надёжного крепления черенка к полотну лопаты. Различают тулейки цельноштампованные (изготовленные заодно с полотном из цельной заготовки) и накладные (представляют собой отдельную деталь, прикрепляемую к полотну сварным швом или с помощью заклёпок).
- черено́к — предназначенная для захвата двумя руками часть инструмента в виде плотно насаженного рычага-рукоятки для «управления» инструментом. Традиционно изготавливается из дерева лиственных пород (берёза, ясень, клён, осина). Реже встречаются пластмассовые и металлические черенки. Несмотря на то, что пластмассовый черенок легче деревянного или металлического, он обладает существенными недостатками: изгибается при нагрузке, а в условиях низких температур окружающей среды повышается его ломкость. Таким образом, лопата для уборки снега с пластмассовым черенком прослужит недолго. Верхняя часть некоторых черенков может быть изготовлена в виде шаровой головки либо оборудована вильчатой или Т-образной ручкой для удобства захвата и удержания лопаты во время работы.

## Старинные виды лопат в России
Стандартная деревянная лопата или лопасть была шириной 6—14 вершков и длиной 8—16 вершков при общей длине с ручкой 1½—1¾ аршин. Лопаты и лопасти выделывались преимущественно из осины, реже липы и березы и ещё реже дуба и клёна.
Виды лопат: дворовые, или грязные, чёрные — для сгребания навоза, снега и т. п.; печные, или хлебопекарные, — пехло (Вологодская губерния) и зерновые — шуфля (Гродненская), с лопастью, выдолбленной жёлобом, для сгребания хлеба в ригах и амбарах, а также для выливания («вышуфлёвац») воды и прочего; веялка (Гродненская) — шуфля малых размеров и более чистой отделки для отвеивания зерна, и друг.
Выделка лопат (лёгким топориком, косарем, и отчасти большим ножом) особенно была развита в губерниях: Тверской (Вышневолоцкий уезд ежегодно доставляла для одной потребности Николаевской и Рыбинско-Бологовской железных дорог 100 000 штук), Рязанской (Рязанский, Касимовский и Егорьевский уезды), Калужской (Жиздринский, Козельский, Лихвинский и Мещовский уезды), Тамбовской, Воронежской и Саратовской (северные уезды).

## Современные виды лопат
| Изображение      | Название (-ия)                                                                              | Описание |
| Для копания      | Для копания                                                                                 | Для копания |
| ---------------- | ------------------------------------------------------------------------------------------- | --- |
|                  | Штыковая лопата                                                                             | Плоская, заострённой формы. Применяется в сельском хозяйстве и землекопных работах. Сверху имеет отогнутые площадки, на́ступы. Иногда наступы сделаны в виде металлической поперечины на шейке лопаты. |
|                  | Садовая лопата                                                                              | Меньше по размеру, чем обычная штыковая. Лоток прямоугольный и несколько загнут вперёд. Черенок имеет на конце поперечную рукоятку. |
|                  | Зачистная лопата                                                                            | Плоская с прямоугольным концом. Используется археологами и геологами для зачистки — удаления рыхлого грунта с исследуемого участка для возможности увидеть слои стратиграфии и пятна инородных включений. |
|                  | Малая пехотная лопата или Лопата Линнеманна (часто неправильно называют — сапёрная лопатка) | Армейский шанцевый инструмент, носимый военнослужащим на снаряжении в чехле. В ВС СССР называлась МПЛ-50, то есть длиной 50 см. У военных образцов, традиционно, втулка (тяж, ушко) подгоняется к черенку с помощью железного обжимного кольца, фиксируемого шурупом. Очень короткий черенок имеет округлое утолщение на конце. Современные образцы могут иметь самую разнообразную конструкцию, в том числе, быть складными, иметь поперечный упор, быть оборудованными пилой и иметь откидную кирку или преобразовываться в мотыгу. Входит в комплект экипировки стрелка (пехотинца) большинства ВС стран мира. Также может применяться как холодное оружие, приёмы использования которого отражены в соответствующих воинских наставлениях. |
|                  | Большая сапёрная лопата, БСЛ-110                                                            | Несколько меньше и легче, чем обычная штыковая лопата (общая длина — 110 см). Черенок более тонкий, с округлым утолщением на конце. Форма лотка — прямоугольная, с закруглёнными углами. Насаживается на черенок так же как и малая пехотная лопата — с помощью обжимного кольца. Входит в комплект возимого шанцевого инструмента армейских транспортных средств. |
| Дренажная лопата | Дренажная лопата                                                                            | Обычно более узкая(10-15 сантиметров шириной), но более длиная (35-45 сантиметров) для копания глубоких канав, траншей или ям. |
| Для погрузки     |                                                                                             | |
|                  | Совковая (шуфельная) лопата                                                                 | Лопата, края лотка которой загнуты вверх с трех сторон, образуя бортики по аналогии с совком. Предназначена для погрузки или перемещения рыхлых материалов небольшой крупности, например песка, угля, щебня и т. п. В народе также называется «грабарка», от слова «загребать», так как она предназначена именно для погрузки, не для копания. |
|                  | Лопата для горных пород                                                                     | Широкая прямоугольная, с ребрами жесткости или треугольная «Червонка» предназначены для работы с углем и другими горными породами. |
|                  | Лопата для уборки снега                                                                     | Разновидность совковой лопаты с широким лотком. Часто изготавливается из фанеры, пластика или алюминия. Для уборки от снега мостовой, катков может применяться скрепер — лопата с лотком, гораздо более широким, чем у снеговой лопаты и имеющую специальный держатель. Подобный инструмент для сгребания снега, имеющий не лоток, а просто плоское полотно, называют движок. |
|                  | Скрепер, Широкая лопата для уборки снега                                                    | Лопата с лотком, гораздо более широким, чем у снеговой лопаты и имеющую специальный держатель для уборки от снега. Может применятся для уборки мостовой, катков. |
|                  | Лавинная лопата                                                                             | Используется для поиска и спасения людей, засыпанных под снежной лавиной, и для постройки снежных укрытий или уборки снега в небольших объемах. Как правило, рукоятка неотделима от одного колена черенка и иногда имеет изогнутую форму. Длина черенка определяется способностью работать стоя на коленях. Лезвие острое — для лёгкого проникновения в снежную массу. |
| Особые           |                                                                                             | |
|                  | Лопата для погрузки/разгрузки картофеля                                                     | Похожа на вилы, но на конце имеет перегородку, снабжённую роликами. Применяется на овощных базах наряду с цельнодеревянной лопатой; |
|                  | Лопата для банных процедур                                                                  | Плоская лопата с короткой рукоятью. Используется для банного массажа. Является одним из лучших средств по борьбе с патологиями позвоночника. |
| Производные      |                                                                                             | |
|                  | Совок мусорный                                                                              | Лопата с короткой рукоятью для уборки мусора. Черенок, как правило, располагается поперек плоскости лопаты. |
|                  | Хлебная лопата                                                                              | Плоская лопата, как правило, целиком сделанная из дерева. Предназначена для помещения в печь (и извлечения из неё) хлеба и других продуктов, например, пиццы. |

## «Дальние родственники»
- Юэячань (китайск. — лопата-полумесяц, 月牙铲, yuèyáchǎn) — традиционное шаолиньское древковое рубящее холодное оружие с длинным древком, имеющим с двух сторон наконечники: один в виде заточенного ущербного месяца, другой в виде заточенной лопаты. Раньше монахи носили с собой лопаты для зарывания покойников, затем лопата превратилась в оружие самозащиты. Общая длина 1800 мм, вес около 5 кг.

## Лопата в геральдике

Изображение лопаты в геральдике
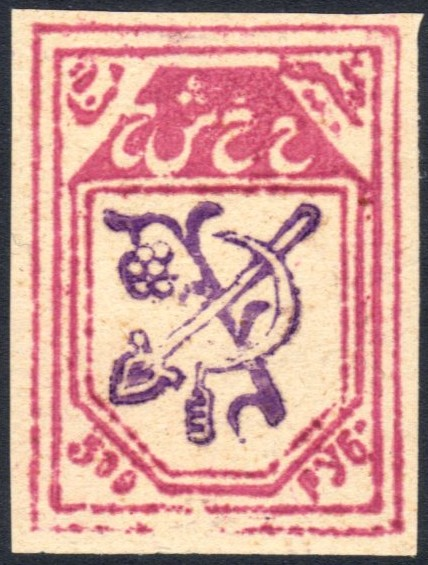
Изображение лопаты на почтовой марке Хорезмской Народной Советской Республики, 1921 год
Изображение лопаты на гербе коммуны Грабен (Швейцария)
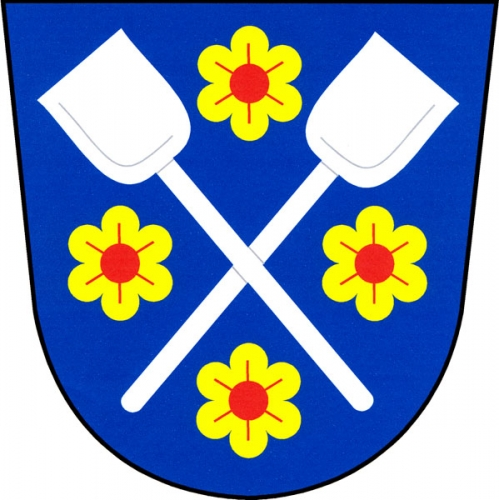
Изображение лопаты на гербе округа Сватослав (Чехия)
Лопата в лапе льва на гербе Красноярска

Изображение лопаты (бел) было в гербе Хорезмской Народной Советской Республики.